# Nýřany
Nýřany (tjekkisk udtale: [ˈniːr̝anɪ] ; tysk: Nürschan) er en by i distriktet Plzeň-Nord i regionen Plzeň i Tjekkiet med omkring 6.900 indbyggere.
Landsbyerne Doubrava og Kamenný Újezd er administrative dele af Nýřany.

## Geografi
Nýřany ligger omkring 10 km vest for byen Plzeň i Plasy højlandet. Det højeste punkt er den flade bakke Dobrák på 456 m over havets overflade. Vejprnický-strømmen løber gennem byen.

## Historie
Den første skriftlige omtale af Nýřany er fra 1272. Landsbyen blev forfremmet til en by af kejser Franz Joseph 1. den 29. januar 1892.
Landsbyen Kamenný Újezd blev første gang nævnt i 1215  og Doubrava i 1556. 
Omkring 1830 blev der opdaget forekomster af stenkul. Opstarten af minedrift betød en hurtig udvikling af landsbyen, og nye mennesker kom til. Minedriftens højdepunkt var i 1880, hvor 9.300 mennesker var beskæftiget i omkring 40 miner. Minedriften sluttede i 1995. I minerne fandt man nogle gange værdifulde velbevarede fossiler af tidlige padder.
Under 2.verdenskrig blev Nýřany annekteret af Nazityskland og administreret som en del af Reichsgau Sudetenland. Nær slutningen af krigen blev en dødsmarch overrasket af et luftangreb, og det lykkedes omkring hundrede af fanger at flygte. De blev jaget af SS-vagter og lokale tyskere og enten dræbt på stedet eller henrettet på stedet kaldet Humboldtka.